# Os bru de Dall
Ursus arctos dalli és una de les subespècies d'os bru d'Amèrica del Nord menys citades i estudiades. Avui és força estesa la convicció que tot i les varietats morfològiques que hi pugui haver en els ossos bruns de les illes i costes d'Alaska (derivades de la major disponibilitat de nutrients), llevat dels ossos de Kodiak, i els ossos de Sitka tota la resta no es diferencien prou genèticament dels ossos grizzlies de l'interior del continent nord-americà.

## Distribució i habitat
Es troba a Alaska. La entitat Bear Conservation circumscriu la seva presència a la badia de Yakutat i les terres del Glaciar Hubbard. Sembla que Clinton Hart Merriam (1896) va nombrar aquesta sub-espècie (Ursus arctos dalli) en homenatge al naturalista i William Healey Dall. Aquesta referència sovint és font de confusió donat que a vegades se situa la seva distribució a l'Illa Dall, també a Alaska (nombrada així en homenatge al mateix naturalista).
El seu habitat es restringeix a la zona costanera, inclosa la terra ferma de Yakutat i l'interior dels boscos.